# Leo Kinnunen
Leo Kinnunen (n. 5 august 1943, Tampere, Finlanda – d. 26 iulie 2017, Åbo, Finlanda) a fost un pilot de Formula 1. De-a lungul carierei a luat startul în 1 cursă, niciuna din pole-position. Nu a câștigat nicio cursă și nu a terminat niciodată pe podium, acumulând 0 puncte în întreaga activitate ca pilot de Formula 1.